# Arie den Hartog (wielrenner)
Arie den Hartog (Zuidland, 23 april 1941 – Nieuwstadt, 6 juni 2018) was een Nederlands wielrenner.
In 1962 werd hij derde bij het WK wielrennen op de weg voor amateurs in Salo (Italië), dat jaar werd hij ook 2e in het eindklassement van Olympia's Ronde.
In 1965 was hij de eerste Nederlandse winnaar van Milaan-San Remo. En in 1967 was hij tevens de eerste Nederlandse winnaar van de Amstel Gold Race. Een jaar daarna had hij als knecht een belangrijk aandeel in de overwinning van Jan Janssen in de Ronde van Frankrijk.

## Belangrijkste overwinningen
1963
- Omloop van de Kempen

1964
- GP de Belgique
- 6e etappe Ruta del Sol
- Parijs-Camembert
- Ronde van Luxemburg

1965
- Milaan-San Remo
- Circuit d'Auvergne

1966
- Eindklassement Ronde van Catalonië
- 2e etappe deel A Ronde van België

1967
- Amstel Gold Race

1970
- Bergklassement Ronde van Zwitserland

## Resultaten in voornaamste wedstrijden
| Jaar | Ronde van Italië | Ronde van Frankrijk | Ronde van Spanje |
| ---- | ---------------- | ------------------- | ---------------- |
| 1964 |                  |                     |                  |
| 1965 |                  | opgave              |                  |
| 1966 |                  | 44e                 |                  |
| 1967 | opgave           |                     | 13e              |
| 1968 |                  | 26e                 | opgave           |
| 1969 |                  |                     |                  |
| 1970 |                  | opgave              |                  |

| Jaar | Milaan-San Remo | Gent-Wevelgem | Ronde van Vlaanderen | Parijs-Roubaix | Amstel Gold Race | Luik-Bast.‑Luik | Ronde van Lombardije | Waalse Pijl |  | WK op de weg |  | Wereldranglijsten |
| ---- | --------------- | ------------- | -------------------- | -------------- | ---------------- | --------------- | -------------------- | ----------- |  | ------------ |  | ----------------- |
| 1964 | 56e             | 41e           |                      |                |                  | 26e             | 25e                  |             |  | 37e          |  |                   |
| 1965 | ↑               |               | 35e                  |                |                  |                 |                      |             |  | 7e           |  | 17e (SPP)         |
| 1966 | 44e             | 30e           |                      | 41e            |                  |                 | 22e                  | 20e         |  |              |  |                   |
| 1967 |                 |               | 75e                  | 43e            | ↑                |                 |                      |             |  |              |  |                   |
| 1968 |                 | 26e           |                      |                |                  |                 |                      |             |  |              |  |                   |
| 1969 | 65e             | 62e           |                      |                | 15e              | 11e             |                      |             |  |              |  |                   |
| 1970 |                 |               |                      |                | 12e              | 12e             |                      | 26e         |  |              |  |                   |

## Ploegen
- 1964 - Saint-Raphael-Gitane
- 1965 - Ford France-Gitane
- 1966 - Ford France-Geminiani
- 1967 - Bic
- 1968 - Caballero
- 1969 - Caballero
- 1970 - Caballero-Laurens

## Na carrière
Na zijn sportcarrière begon Den Hartog in 1971 een rijwielzaak in Sittard en later volgde ook nog een vestiging in Kerkrade; sinds 1992 had hij zijn rijwielzaak in Nieuwstadt. In 2017 kreeg Den Hartog een herseninfarct waardoor hij in een rolstoel belandde. Op 6 juni 2018 overleed hij.